# Ophthalmolebias
Ophthalmolebias ist eine Gattung der Saisonfische aus der Familie Rivulidae und gehört zur Gruppe der Eierlegenden Zahnkarpfen. Das Verbreitungsgebiet erstreckt sich über die ostbrasilianischen Küstenebenen vom Rio Cachoeira im Norden bis zum Rio São João im Süden. Dort bewohnen sie temporäre Gewässer.

## Merkmale
Die Arten der Gattung Ophthalmolebias unterscheiden sich von Arten der anderen Gattungen des Tribus Cynolebiini durch eine schwach orange gefärbte Afterflosse der Weibchen. Weitere Unterscheidungsmerkmale dieser Gattung werden in der Morphologie der Augen, des Kiefers und des Seitenlinienorgans beschrieben.

## Arten
Die Gattung Ophthalmolebias umfasst folgende sechs Arten:
- Ophthalmolebias bokermanni (Carvalho & da Cruz, 1987)
- Ophthalmolebias constanciae (Myers, 1942)
- Ophthalmolebias ilheusensis (Costa & Lima, 2010)
- Ophthalmolebias perpendicularis (Costa, Nielsen & de Luca, 2001)
- Ophthalmolebias rosaceus (Costa, Nielsen & de Luca, 2001)
- Ophthalmolebias suzarti (Costa, 2004)